# Orthostichella imbricatula
Orthostichella imbricatula là một loài Rêu trong họ Meteoriaceae. Loài này được (Müll. Hal.) Müll. Hal. ex Paris miêu tả khoa học đầu tiên năm 1900.